# Culex femineus
Culex femineus är en tvåvingeart som beskrevs av Edwards 1926. Culex femineus ingår i släktet Culex och familjen stickmyggor. Inga underarter finns listade i Catalogue of Life.